# بوبلاوا
بوبلاوا (به چکی: Bublava) یک منطقهٔ مسکونی در جمهوری چک است که در ناحیه سوکولوو واقع شده‌است.